# Emilio García Martínez
Emilio García Martínez (San Román de Candamo, 12 de setembre de 1912 - Oviedo, 31 de març de 1977), més conegut com a Emilín, fou un futbolista asturià dels anys 1930 i 1940. Va ser internacional amb la selecció espanyola.

## Trajectòria
Ingressà al Reial Oviedo el 1928 a l'edat de 17 anys. El 1930 començà a disputar partits amb el primer equip, i el 1933-34 debutà a primera divisió amb el club. Formà la que s'anomenà segona davantera elèctrica al costat de Casuco, Gallart, Lángara i Herrerita.
La temporada 1939-40 jugà breument al FC Barcelona. Es donà el fet que, just acabada la Guerra Civil espanyola al camp de l'Oviedo no es podia jugar a futbol i el club no pogué disputar cap competició. Per no passar tot l'any sense jugar, Abelardo Riera, Emilín i Herrerita ingressaren aquella temporada al Barcelona.
La següent temporada retornà a l'Oviedo on formà la tercera davantera elèctrica amb Antón, Goyín, Echevarría i Herrerita. Jugà 277 partits al Reial Oviedo, 227 a primera divisió, i marcà 64 gols, essent el sisè màxim golejador de l'Oviedo a la seva història. Es retirà a l'Sporting de Gijón el 1951. Disputà dos partits amb la selecció espanyola.